# Dragoljub Mihailović
Dragoljub Draža Mihailović (srbsko cirilsko Драгољуб Дража Михаиловић; zagovorniki ga imenujejo Чича Дража, striček Draža), srbski general in politik , * 27. april 1893, Ivanjica, Srbija, † 17. julij 1946, Beograd, Jugoslavija.
Mihailović je odraščal v Beogradu. 1. septembra 1910 se je vpisal na srbsko Vojaško akademijo v Beogradu in bil kadet 43. generacije nižje šole. 1. marca 1911 so ga povišali v čin gojenca-kaplarja, 1. septembra pa v čin gojenca-podnarednika. Namesto da bi začel s tretjim letom študija, je moral v vojno proti Osmanom, tako da se je v letih 1912 in 1913 še kot kadet boril v balkanskih vojnah. Julija 1913 je napredoval v poročnika kot najboljši vojak v svojem razredu. Med 1. svetovno vojno je leta 1915 s srbsko vojsko sodeloval v pohodu na Albanijo med dolgim umikom srbske vojske. Pozneje je prejel več medalj za svoje zasluge na solunski fronti. Med obema vojnama je služil tudi v vojašnici v Celju. Postal je štabni častnik in napredoval v čin polkovnika. Služil je tudi kot obrambni ataše v Sofiji in Pragi.
Po padcu Jugoslavije aprila 1941 je Mihailović kot vojni minister na Ravni Gori organiziral jugoslovansko vojsko v domovini (imenovano četniki) in se skupaj s partizani Josipa Broza - Tita vključil v gverilsko bojevanje proti nemškemu okupatorju. Nasprotne strategije, ideološke razlike in splošno nezaupanje so ju razdvojile in konec leta 1941 sta bili skupini v odprtem sporu. Številne četniške skupine so kolaborirale ali vzpostavile modus vivendi s silami osi, kar je skupaj z britansko frustracijo zaradi Mihailovićevega neukrepanja privedlo do tega, da so zavezniki leta 1943, na Teheranski konferenci, preusmerili svojo podporo k Titu. Mihailović je ob koncu vojne sodeloval s fašističnima kolaborantoma Milanom Nedićem in Dimitrijem Ljotićem. Po vojni je bil obsojen za vojne zločine in sodelovanje z okupatorjem ter ustreljen. 
Mihailović se je po vojni skrival, vendar je bil marca 1946 ujet. Komunistične oblasti Federativne ljudske republike Jugoslavije so mu sodile in ga obsodile za veleizdajo in vojne zločine ter ga julija v Beogradu usmrtile z ustrelitvijo. Narava in obseg njegove odgovornosti za kolaboracijo in etnične poboje ostajata sporna. Maja 2015 je Vrhovno kasacijsko sodišče Srbije po pritožbi razveljavilo Mihailovićevo obsodbo, saj je navedlo, da sta bila sojenje in obsodba politično in ideološko motivirana.
Ameriški predsednik Harry S. Truman mu je leta 1948 posmrtno podelil legijo za zasluge za rešitev približno 500 ameriških pilotov med  obsežno tajno reševalno akcijo ameriških pilotov za sovražnikovimi bojnimi črtami v drugi polovici leta 1944, znano pod imenom Operacija Halyard.  